# تپه چشمه علی‌اصغر
تپه چشمه علی اصغر مربوط به دوره ساسانیان است و در شهرستان مانه و سملقان، بخش سملقان، دهستان آلمه، ۲ کیلومتری جنوب روستای اسپاخو واقع شده و این اثر در تاریخ ۱۸ شهریور ۱۳۸۷ با شمارهٔ ثبت ۲۳۱۹۹ به‌عنوان یکی از آثار ملی ایران به ثبت رسیده است.